# Чемпионская звезда
Чемпионская звезда — знак, добавляемый на герб или помещаемый над эмблемой футбольного клуба или сборной какой-либо страны с целью демонстрации и напоминания о важных титулах, выигранных командой.
Первой командой, применившей звезду для отмечания достижений, был туринский «Ювентус». В 1958 году, выиграв десятое Скудетто, в развитие существующей традиции размещать значок в форме щита цветов национального флага Италии (Скудетто) на форме команды-чемпиона, «Юве» разместили над гербом клуба золотую звезду. В 1982-м к ней добавилась вторая.

## Клубные звёзды
Вопрос о том, какое количество звёзд следует наносить над клубным логотипом, футбольные федерации и союзы разных стран решают самостоятельно. Чаще всего одна звезда означает либо 5, либо 10 побед в национальных первенствах.

#### 10 титулов
В настоящее время система «10 чемпионств — одна звезда» действует в греческой Суперлиге, нидерландской Эредивизи, итальянской Серии А, шотландской Премьер-лиге, чемпионате Украины, чешской Гамбринус Лиге, австрийской Бундеслиге, португальской Лиге Сагриш.
Так, над эмблемой «Глазго Рейнджерс» помещены 5 звёзд за 54 титула. Над логотипом «Олимпиакоса» (Пирей) — 4 звезды. По 3 звезды нанесены над гербами «Аякса» (Амстердам), «Спарты» (Прага), «Рапида» (Вена), «Бенфики» (Лиссабон), «Ювентуса» (Турин).
Две звезды — за 13 побед в чемпионатах СССР и 16 побед в первенствах Украины — зафиксированы над бело-синей эмблемой киевского «Динамо». Одна звезда зафиксирована у донецкого «Шахтера» за 10 побед в чемпионате Украины, так как «горняки» чемпионат СССР не выигрывали, однако «Шахтер» отказался от какого-либо использования звезды, в связи с чем непонятен регламент использования чемпионских звезд в украинской Премьер-лиге другими клубами.

#### 5 титулов
Принцип «5 чемпионств — 1 звезда» распространён в России, Белоруссии, Эстонии, Исландии, Турции, Азербайджане.
Клубам РФПЛ до лета 2013 года было разрешено размещать одну звезду за 5 побед в российских первенствах. Однако эта система вызывала возражения со стороны ветеранов футбола, которые считали, что «таким образом перечеркивается вся советская история наших клубов, предаются забвению все титулы, завоёванные прошлыми поколениями в чемпионатах СССР».
Открытое письмо в РФС с просьбой добавить в статью 9.12 слова «включая чемпионаты СССР», подписали Никита Симонян, Сергей Шавло, Ринат Дасаев, Георгий Ярцев, Сергей Родионов, Олег Романцев и другие ветераны «Спартака». Их поддержали чемпионы Советского Союза Виктор Шустиков («Торпедо»), Андрей Якубик («Динамо»), Сергей Дмитриев («Зенит»).
В июне 2013 года поправка была внесена в регламент Российского футбольного союза. В настоящее время над спартаковским ромбом находятся 4 звезды (12 побед в чемпионатах СССР и 10 — в первенствах России), над эмблемой московского «Динамо» — 2 звезды (11 титулов в чемпионатах СССР), над логотипом петербургского клуба «Зенит» — 2 звезды (чемпион СССР в 1984 году, чемпион РФ в 2007, 2010, 2012, 2015, 2019, 2020, 2021, 2022, 2023 и 2024 годах). ЦСКА, имея право нанести 2 звезды, отказался от них в матчах внутреннего чемпионата; в то же время руководство клуба сочло, что в играх Лиги чемпионов «звёзды смотрятся органично и презентабельно».
Особая система действует в MLS. На следующий сезон клуб — обладатель Кубка MLS размещает на форме над эмблемой большую золотую звезду, внутри которой вписаны последние две цифры чемпионского сезона. Кроме того, под ней располагаются маленькие серебряные звёзды, обозначающие количество титулов, кроме текущего (например, если команда стала чемпионом во второй раз, то на следующий сезон она размещает на форме большую золотую звезду с годом прошлого сезона и одну маленькую). Все остальные клубы размещают маленькие серебряные звёзды по общему количеству титулов, заменяя пять титулов на маленькую золотую звезду, размещаемую над серебряными.

#### 3 титула
Одной из самых оригинальных является схема нанесения звёзд над эмблемами команд в Бундеслиге. Там разрешено использовать первую звезду после трёх побед в национальном чемпионате. Вторая может появиться после пяти титулов, третья — после десяти, четвёртая — после двадцати. Поэтому дортмундская "Боруссия" разместила над логотипом 2 звезды за 5 титулов, а мюнхенская «Бавария», имея в своём активе 30 титулов, разместила 5 звезд.

## Звёзды для сборных
На эмблеме сборной Бразилии зафиксированы пять звёзд за победы в Чемпионатах мира 1958, 1962, 1970, 1994 и 2002 годов. Сборная Италии (1934, 1938, 1982, 2006) и сборная Германии (1954, 1974, 1990, 2014) имеют по четыре звезды, сборная Аргентины (1978, 1986, 2022) три раза, два раза сборная Франции (1998, 2018). Сборная Англии (1966) и Испании (2010) имеют по одной звезде за победу на Чемпионате мира. Также сборная Уругвая выигрывала чемпионат мира дважды (1930, 1950), но на эмблеме сборной красуются четыре звезды. Две из них символизируют победы команды на Олимпийских играх в 1924 и 1928 годах, которые официально признаются ФИФА в качестве первых чемпионатов мира, проводимых ФИФА совместно с олимпийским комитетом. Олимпийские игры 1924 и 1928 — единственные, заявленные в качестве чемпионатов мира по футболу. Де-факто, Уругвай является четырёхкратным чемпионом мира, что и символизируют четыре пятиконечные звезды.